# Kerspel
Een kerspel (ook wel: karspel, kerspil, carspel of carspil) was de benaming voor een gebied dat onder het gezag van een bepaalde parochiekerk of wijkkapel viel, of een gebied dat op basis van het kerkelijke begrip onder de jurisdictie viel van een burgerlijke overheid. Het woord stamt uit het Middelnederlands.

## Kerspel (kerkelijk)
In de betekenis van kerkelijk, geestelijk ambtsgebied - een kerkgemeente, parochie of onderdeel daarvan - hoort het woord historisch thuis in de Noord-Nederlandse (Hollands-Friese, Friese, noordoostelijke en oostelijke) gewesten. In mindere mate kwam het ook voor in Noord-Brabant en Limburg.

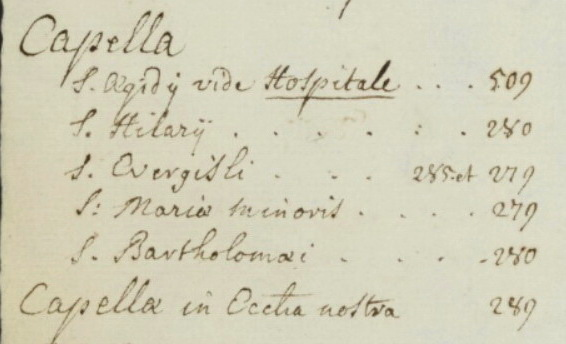
Vijf kerspelkapellen onderhorig aan het Maastrichtse Onze-Lieve-Vrouwekapittel, genoemd in een 18e-eeuws repertorium: Sint-Egidius, Sint-Hilarius, Sint-Evergislus, Maria minor en Sint-Bartolomeüs

Het kerkelijk kerspel viel onder het territorium van een parochie en maakte op die manier deel uit van de kerkelijke organisatie van een bisdom. De grenzen dateerden veelal uit de 11e of 12e eeuw. Door bevolkingsgroei en ontginning van woeste gronden, of door splitsing, konden deze grenzen worden gewijzigd.
Het kerkelijk kerspel beschikte over een kerspelkapel, vaak door de omwonende gelovigen bekostigd en onderhouden. Zij betaalden tevens voor het levensonderhoud van de daar dienstdoende geestelijke. Schenkingen en legaten droegen daaraan bij. De kerspelkapellen hadden niet de volledige zielzorg van de parochianen. Deze werd beperkt door de stoolrechten (privileges) van de parochiepastoor. In deze kapellen werden geen sacramenten toegediend; voor doop, vormsel, huwelijk of begrafenis moest men naar de parochiekerk. Wel mocht er de Heilige Mis worden opgedragen, het naamfeest van de patroonheilige en andere religieuze ceremoniën worden gevierd, en godsdienstonderricht worden gegeven.
In de middelgrote stad Maastricht bestonden in de veertiende eeuw vier parochies en acht kerspelen. In de vijftiende eeuw (1442) telde de in omvang en bevolking gegroeide stad dertien kerspelen.  Het dertiende kerspel werd gevormd door de voorstad Wyck, op de rechter Maasoever. Omstreeks 1600 is Wyck opgedeeld in twee kerspelen, waardoor het aantal Brabantse en Luikse kerspelen in de tweeherige stad werd gelijkgetrokken. 

## Kerspel (burgerlijk)
Een burgerlijk kerspel was een gebied binnen een burgerlijke gemeente, uit - of op het gebied van - een kerkelijk kerspel ontstaan en zeker in de hoge middeleeuwen samenvallend met hetzelfde territoir. In de Noordnederlandse gewesten was het burgerlijk kerspel de kleinste bestuurlijke eenheid, maar de organisatie en dagelijkse werking ervan wisselde in de gewesten en zelfs binnen de gewesten. In het Kwartier van Nijmegen lag de dagelijkse leiding vanouds in handen van twee of meer 'buurmeesters', die door de geërfden waren aangesteld. De meeste kerspelen in de Bommeler- en Tielerwaarden en ook enkele in de Neder-Betuwe en het Land van Maas en Waal waren heerlijkheden. Naast de buurmeesters trad een richter of schout op namens de heer. Omdat de grenzen van een kerspel vaak samenvielen met die van het richter- of schoutambt, is het woord kerspelmeester ook wel als synoniem voor de schout of richter gebruikt.
Na de Reformatie kwam het bij de protestants geworden parochies ook tot grenswijzigingen. Vanaf de zestiende eeuw begon men het begrip kerspel steeds meer te gebruiken om een bestuurlijke eenheid aan te geven, die vanaf de Bataafse Revolutie in 1795 de burgerlijke gemeente zou gaan vormen. Soms zijn na die tijd bij de vorming van burgerlijke gemeenten kerspelen samengevoegd tot een gemeente.

### Kerspel (burgerlijk) in Maastricht
De reikwijdte van het burgerlijke begrip kerspel was boven de grote rivieren wezenlijk verschillend van die in de stad Maastricht. Hier  vielen de grenzen van het burgerlijk kerspel samen met die van het weinig omvangrijke kerkelijk kerspel. Het burgerlijk kerspel had een taak in de handhaving van de openbare veiligheid, de brandveiligheid en de verdediging van de stad en het omringende gebied. In de veertiende eeuw stond aan het hoofd van elk kerspel een 'overhoofdman', die afhankelijk van de grootte of bevolkingsdichtheid van het kerspel werd bijgestaan door drie tot vijf hoofdlieden. Zij werden aangesteld door het stadsbestuur en waren vóór de inlegering van een garnizoen (1567) aanvoerders van hun compagnieën bij de verdediging. In later tijd deden zij tevens dienst als brandmeesters en wijkmeesters. Alle weerbare mannen van een kerspel die burger waren, waren in principe verplicht in een der compagnieën van hun kerspel deel te nemen aan de verdediging van poorten en stadsmuren. De oudst bekende verordening hiertoe dateert van 27 augustus 1380. De dienstplicht werd geregeld via de ambachten. De wijkmeester was binnen zijn kerspel ook de bewaker van de openbare veiligheid en de  uitvoerder van volkstellingen. In de jaren van rekatholisering na de verovering van de stad door Alexander Farnese, prins van Parma, traden de wijkmeesters ook op als controleur op de rechtgelovigheid. De burgerlijke kerspelorganisatie is in Maastricht als wijkorganisatie intact gebleven tot en met 1850. 

## Hedendaagse herinnering in geografische namen
In de Nederlandse noordelijke en oostelijke provincies is het begrip kerspel in geografische namen nog veelvuldig aanwezig. Zo was het gebied rond de stad Zwolle tot 1967 een zelfstandige gemeente onder de naam Zwollerkerspel en bestond tot 1966 ten zuiden van Weesp de gemeente Weesperkarspel. Ook de namen van de gemeente Achtkarspelen (Friesland), de voormalige gemeente Harenkarspel (Noord-Holland) en de Noord-Hollandse plaatsen Bovenkarspel, Hoogkarspel, Oudkarspel en Sijbekarspel verwijzen nog naar de kerkelijke geschiedenis. Soms ook valt een kerspel onder de parochie van een plaats terwijl het gelegen is in een andere gemeente. Zo was Kerspel Goor een onderdeel van het richterambt Kedingen en later de gemeente Markelo, maar vielen de gelovigen onder de parochie van Goor. 
Streekaanduidingen voor het gebied dat samenviel met het kerspel, of dat het niveau boven of onder het kerspel vormde:
- ambacht
- (boer)marke
- buurschap of boerschap
- gerecht
- grietenij
- kluft
- schultambt/schoutambt